# 阿爾沙巴柏體育會 (錫卜)
阿爾沙巴柏體育會（Al-Shabab SC (Seeb)）是一支位於阿曼錫卜的職業足球會，目前於阿曼職業足球聯賽角逐。

## 榮譽
- 阿曼職業足球聯賽 (0):

- 亞軍 2011–12

- 海灣聯賽冠軍盃: 1 次

- 2012–13: 分組賽階段

## 外部連結
- Al-Shabab Club Profile at Soccerway.com （页面存档备份，存于）
- Al-Shabab Club Profile at Goalzz.com （页面存档备份，存于）